# Kortnæbbet gås
Kortnæbbet gås (Anser brachyrhynchus) er en andefugl som tilhører gruppen af grå gæs. Arten findes opdelt i to bestande, der yngler henholdsvis på Island/Grønland og Svalbard. Kortnæbbet gås ligner sædgås, men har lyserøde ben og et mere kompakt hoved med et kort næb, der er sort og lyserødt.
Dens længde er 64-76 cm og den har et vingefang på 137-161 cm lang. Den kan leve i 10-20 år.

## Udbredelse og træk
Island/Grønland-bestanden overvintrer på de britiske øer og områderne ved Tyske Bugt. Svalbard-bestanden trækker gennem Norge og Danmark forår og efterår, og overvintrer hovedsagelig i Holland og Belgien. De to bestande henregnes begge til samme underart, nominatformen brachyrhynchus.

### Svalbard-bestanden
Svalbard-bestanden var i 2004 på ca. 43.000 individer, men arten øger gradvis i antal. Tællinger fra 2005 og 2006 har vist at bestanden på dette tidspunkt var øget til godt 50.000 individer. Resultater fra feltarbejde i bl.a. Danmark og Norge (Nord-Trøndelag) i 2008 og 2009 viste, at Svalbard-bestanden af kortnæbbede gæs igen var steget til omkring 63.000 individer.

### Trækket for Svalbard-bestanden
Under trækket mellemlander de kortnæbbede gæs i landbrugsområderne i Nord-Trøndelag øst og nord-øst for Trondheimsfjorden. Den lille bygd Beitstad, i Steinkjer kommune, har anslået  20.000 gæs på besøg i løbet af nogle hektiske uger i foråret. Efter et ophold i Nord-Trøndelag trækker de videre op mod Vesterålen og Andøya.
De senere år er konflikten med landbrugsinteresserne øget kraftigt på grund af skader på afgrøderne – specielt under forårstrækket. Gæssene græsser da på spirende eng og nysåede kornmarker.
I Danmark raster gæssene i de store engområder i Vestjylland, især Fiilsø i Varde Kommune og Vest Stadil Fjord i Ringkøbing-Skjern Kommune, er kendt for store flokke af kortnæbbede gæs.